# Принцесса льда
«Принцесса льда» (англ. Ice Princess) — подростковая спортивная комедийная драма режиссёра Тима Файвелла.

## Сюжет
Когда-то Тина Хэрвуд была чемпионкой по фигурному катанию, но её звезда давно закатилась. Теперь она тренирует свою дочь Джен, лелея надежду, что той удастся воплотить в жизнь дерзкие спортивные мечты, которые не смогла осуществить сама.
Но вскоре становится ясно: обладает задатками великой фигуристки не Джен, а другая её подопечная — тихая школьная отличница Кэйси Карлайл. Хватит ли у Тины духа пойти против материнского инстинкта и начать продвигать к пьедесталу почета чужую ей девушку?
И хватит ли отваги у Кэйси, чтобы пойти против воли матери, заставляющей дочь поступать в Гарвард, и вступить в борьбу за корону «Принцессы льда»?

## В ролях
| Актёр              | Роль          |
| ------------------ | ------------- |
| Мишель Трахтенберг | Кейси Карлайл |
| Джоан Кьюсак       | Джоан Карлайл |
| Эми Стюарт         | Энн           |
| Стив Росс          | мистер Бэст   |
| Хайден Панеттьери  | Джен Хэрвуд   |
| Ким Кэттролл       | Тина Хэрвуд   |
| Тревор Блумас      | Тэдди Хэрвуд  |
| Керстен Олсон      | Никки         |
| Диего Клаттенхофф  | Кайл Дэйтон   |
| Мишель Кван        | репортёр ESPN |

## Съёмочная группа и производство
Режиссёр:
- Тим Файвелл (Tim Fywell)

Продюсеры:
- Дэвид Блэкман (David Blackman)
- Кристин Барр (Kristin Burr)
- Ричард Кауэн (Richard Cowan)
- Карен Гласс (Karen Glass)
- Бриджет Джонсон (Bridget Johnson)
- Уильям В. Уилсон III (William W. Wilson III)

Сценаристы:
- Мэг Кэбот (Meg Cabot) (рассказ)
- Хэдли Дэвис (Hadley Davis)

Оператор:
- Дэвид Хеннингс (David Hennings)

Композитор:
- Кристоф Бек (Christophe Beck)

## Саундтрек
- Raven Symone — Bump
- Superchick — Get Up
- Jesse McCartney — Get Your Shine On
- Hayden Panettiere — I Fly
- Emma Roberts — If I Had It My Way
- Woodward Lucy — It’s Oh So Quiet
- Jump5 — Just A Dream
- Aly and AJ — No One
- Caleigh Peters — Reach
- DeGarmo Diana — Reachin' For Heaven
- Tina Sugandh — There Is No Alternative
- Natasha Bedingfield — Unwritten
- Michelle Branch — You Set Me Free
- Britney Spears — Toxic
- Madonna — Ray of Light

## Производство
Исполнительница главной роли Мишель Трахтенберг, не будучи профессиональной спортсменкой, специально для фильма тренировалась в фигурном катании в течение 8 месяцев.

## Прокат
Премьера фильма состоялась 18 марта 2005 года.
При бюджете в 25 млн долларов фильм собрал в прокате 27 645 491 доллар, из них 24 402 491 — в США.